# Väsestenen
Väsestenen, även kallad Runstenen vid Ve eller Rörstenen, med signum Vr 2,  är en runsten som idag står precis söder om stora landsvägen, gamla E18, ett par mil öster om Karlstad i Väse socken, Värmland. 

## Stenen
Runstenen står inte på sin ursprungliga plats. Den hittades år 1864 ett femtiotal meter längre söderut. Den kortfattade texten indikerar att det funnits åtminstone ytterligare en runristad sten där resten av texten funnits. Runstenen är rest i slutet av vikingatiden, materialet är rödaktig granit och höjden 145 cm.
Fyndplatsen är intressant eftersom den antyder att stenen en gång stått vid samma gamla vägsträckning som Järsbergsstenen nära Kristinehamn. Vägen, den så kallade Letstigen, är en av Sveriges äldsta kända vägar som redan på 600-talet var en förbindelse mellan mälarprovinserna i Svea rike och Vestfold i Norge. Nedan följer den från runor översatta inskriften som endast består av tre skönjbara ord:

## Inskriften
Translitterering av runraden:
uibiurn · bruþur · sin
Normalisering till runsvenska:
Vibiorn, broður sinn.
Översättning till nusvenska:
Vebjörn, broder sin.